# Leptogaster globopyga
Leptogaster globopyga là một loài ruồi trong họ Asilidae. Leptogaster globopyga được Hull miêu tả năm 1967. Loài này phân bố ở vùng nhiệt đới châu Phi.